# Mats-Ola Carlsson
Mats-Ola Carlsson, född 28 januari 1961 i Burseryd, är en svensk före detta fotbollsspelare (ytterback).
Carlsson är mest känd för sin tid i IFK Göteborg, där han bland annat var med och vann Uefacupen 1987 och spelade båda finalmatcherna mot Dundee United från start. Han har även representerat Halmstads BK i Allsvenskan.